# Birtlingen
Birtlingen je obec v zemském okresu Bitburg-Prüm v Německé spolkové zemi Porýní-Falc. Leží v údolí řeky Nims na západ od Eifelu, v bezprostředním jihozápadním okolí okresního města Bitburg.
V roce 2021 zde žilo 47 obyvatel.

## Historie

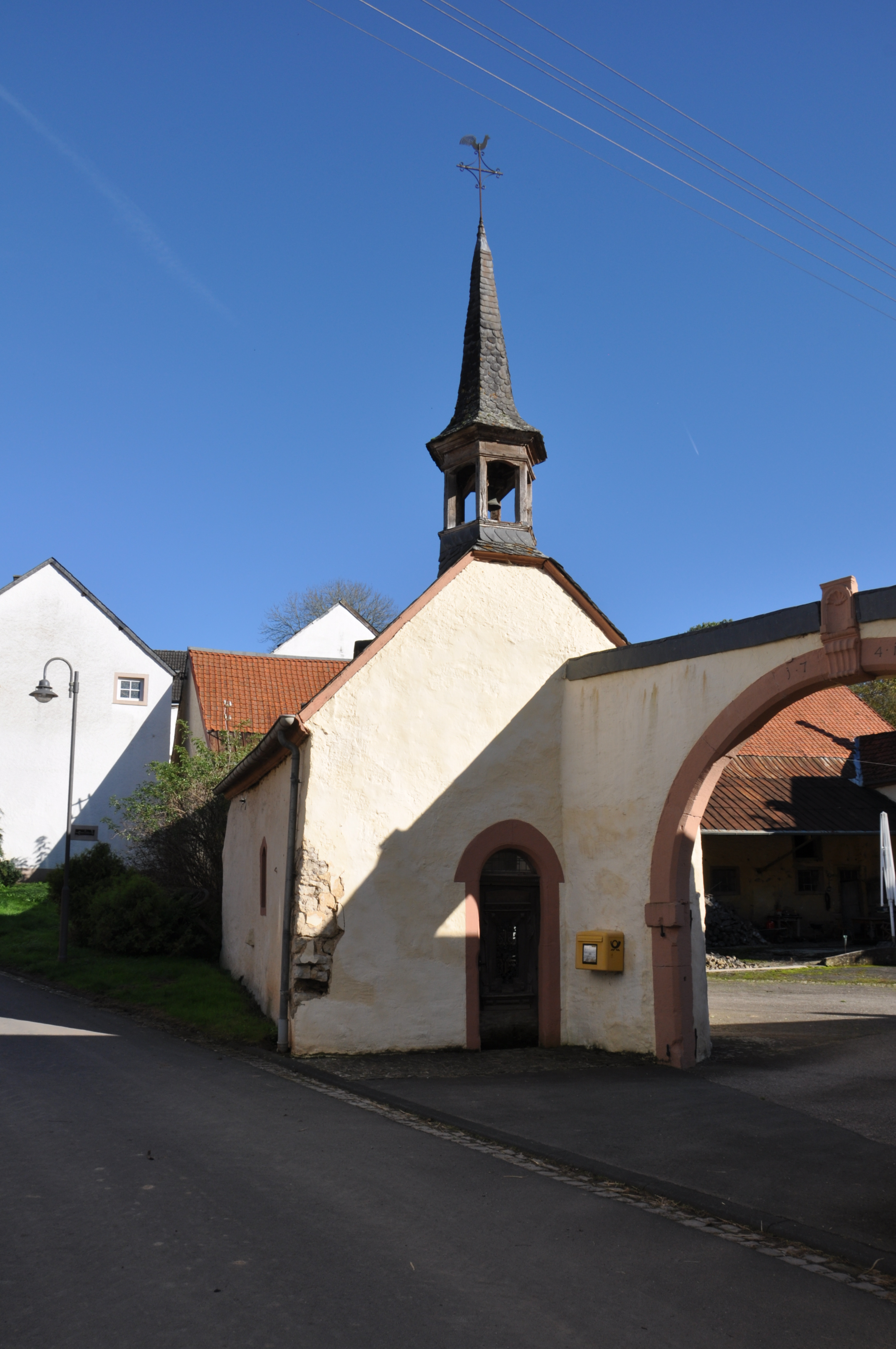
Kaple sv. Šebestiána

Hraniční obec mezi Lucemburském, Francií a Německem je karolínského původu, poprvé se písemně připomíná v roce 893. Od svého vzniku až do roku 1443 náležela k Lucemburskému vévodství, v letech 1482-1797 patřila do Říše římské pod vládu Habsburků, po Velké francouzské revoluci a během Napoleonova císařství v letech 1792-1813 připadla Francii, na základě dohod Vídeňského kongresu z roku 1815 byla připojena k Prusku a od roku 1918 je součástí Německa.

## Památky
- Jádro obce s kaplí sv. Šebestiána, mlýnem a panským dvorem v Dorfstrasse jsou od roku 2018 památkově chráněny.

## Osobnosti
- Petr z Aspeltu (1245/50–1320) byl po svém vysvěcení na kněze v letech 1280–1282 farářem v Riolu a Birtlingenu.